# 鈴木昶 (医療ジャーナリスト)
鈴木 昶（すずき あきら、1932年- ）は、日本の医療ジャーナリストである。薬剤師、薬事日報編集局長、のち執筆家に転じた。

## 人物
山形県に生まれる。大学では当初文系だったが薬剤に転じて、卒業後は医療ジャーナリストの道を進んだ。医療新聞である薬事日報(創刊1943年)の編集局長などを務めた。医療ジャーナリストとして30年経過し「生きた証となるものを残したい」と思い立った後に、交流があった作家の吉村昭に勧められて日本医者家列伝を執筆する。なお、吉村昭は司馬遼太郎に花神を執筆するきっかけを作った人物でもある。執筆は史料がほとんど残っていないなど困難を極め、約20年という長期間をかけて2013年に日本医家列伝は完成した。その他執筆は30冊を超える。
薬剤師から主に薬局向け専門新聞の記者・編集局長を務めた経歴から、薬関係の執筆が多く、特にそれまで研究がなされていなかった江戸時代の薬事関係・漢方などに詳しい。また、川柳を趣味にしている関係で、その関係本も数点執筆されており、江戸時代の川柳と薬の関係からの執筆も数点残されている。

### 日本医家列伝
後半生のライフワークとなった日本医家列伝は、2006年に亡くなった吉村昭が執筆した「日本医家伝」(1971年,再版2002年,掲載は12人)の遺志を引き継ぐものであり、奈良時代から現代の平成までの日本の医者・医療関係者ら100人を列記した列伝であり、業績著しいながらも歴史に埋もれ、忘れかけられていた医家を掘り起こした。鈴木は「人が生きるところに病気があり、それを手当てし看取る人がいる。医師だけでなく、歯科医師、薬剤師、看護師、臨床検査技師、栄養士、鍼灸師、理学療法士など、多種類の医療従事者をオール・メディカル・スタッフと呼ぶ。それがわたしのいう「医家」だ。」「そして各分野には、この道を拓いた先人がいた。わたしは心からの敬意をこめて、それらの先人の足跡を綴りたいのである。」とし、また「力不足は承知している。だが類書がほとんどないだけに、この書を叩き台にしてさらに書き加えられることを念じてやまない。」ともあとがきに結んでいる。
取り上げた医家は以下の通り。
| 1. 鑑真 2. 丹波康頼 3. 栄西 4. 良忠 5. 道元 6. 梶原性全 7. 田代三喜 8. 曲直瀬道三 9. 永田徳本 10. 施薬院全宗 11. 杉山和一 12. 名古屋玄医 13. 貝原益軒 14. 人見必大 15. 寺島良安 16. 稲生若水 17. 香月牛山 18. 後藤艮山 19. 松岡玄達 20. 小川笙船 21. 穂積甫庵 22. 香川修庵 23. 白隠 24. 賀川玄悦 25. 吉益東洞 | 1. 山脇東洋 2. 三浦梅園 3. 前野良沢 4. 吉雄耕牛 5. 小野蘭山 6. 杉田玄白 7. 山田図南 8. 桂川甫周 9. 多紀元簡 10. 各務文献 11. 大槻玄沢 12. 華岡青州 13. 土生玄碩 14. 石坂宗哲 15. 原老柳 16. 新宮凉庭 17. 坪井信道 18. 宇田川榕庵 19. 尾台榕堂 20. 伊東玄朴 21. 楢林宗建 22. 高野長英 23. 佐藤泰然 24. 本間棗軒 25. 大槻俊斎 | 1. 笠原良策 2. 緒方洪庵 3. 浅田宗伯 4. 石川桜所 5. 楠本イネ 6. 松本良順 7. 高松凌雲 8. 長与専斎 9. 杉本かね 10. 司馬凌海 11. 長谷川泰 12. 長井長義 13. 福原有信 14. 高木兼寛 15. 柴田承桂 16. 石塚左玄 17. 荻野吟子 18. 北里柴三郎 19. 高峰譲吉 20. 青山胤通 21. 山極勝三郎 22. 富士川游 23. 宮入慶之助 24. 呉秀三 25. 土肥慶蔵 | 1. 志賀潔 2. 吉岡彌生 3. 和田啓十郎 4. 秦佐八郎 5. 鈴木梅太郎 6. 湯本求真 7. 野口英世 8. 光田健輔 9. 荻野久作 10. 緒方知三郎 11. 清水藤太郎 12. 古畑種基 13. 香川綾 14. 大塚敬節 15. 石館守三 16. 丸山千里 17. 小川鼎三 18. 武見太郎 19. 矢数道明 20. 杉靖三郎 21. 松田道雄 22. 若月俊一 23. 梅澤濱夫 24. 奈良林祥 25. 多田富雄 |

## 著書
太字は代表作
- 十七文字に生きる庶民の本音―ひねり唄 健友館 1990年
- 江戸の妙薬　岩崎美術社 1991年
- くすり春秋暮らしの知恵を求めて　ぎょうせい出版　1991年
- 昭和も遠く : 川柳で綴る庶民史 創思社出版 1991年[7]
- 続くすり春秋　ぎょうせい出版 1992年
- 路地裏の唄 1993年
- 生薬歳時記　メディカル・フォーラム社 1994年[8]
- 古川柳くすり箱 1994年
- 川柳 江戸八百八町 1995年
- 薬草歳時記　青蛙房 1995年
- 身近な漢方薬剤辞典　東京堂出版 1997年
- 伝承薬の事典―ガマの油から薬用酒まで 東京堂出版 1999年
- 江戸の医療風俗辞典　東京堂出版 2000年
- 昭和っ子―セピア色の想い出 2002年
- かるた「新・養生訓」薬いらずの老いじたく　青蛙房 2006年
- 日本の伝承薬江戸売薬から家庭薬まで 薬事日報社 2005年
- 花のくすり箱ー体に効く植物辞典　講談社 2005年
- 川柳くすり草紙 (薬事日報新書 (21))　2005年
- 食べるくすりの事典―台所は家庭の薬箱 2005年
- 川柳くすり百景―薬日柳壇の半世紀から (薬事日報新書 25) 2006年
- 食べるくすりの事典 2011年
- 日本医家列伝　大修館書店 2013年

### 雑誌等掲載
- 月刊「漢方療法」日本の伝承薬(48)太田胃散<洋薬も加味した処方>[9]
- 月刊「漢方療法」漢方医家伝(11)杉山和一(すぎやまわいち) 管鍼の開発で鍼術に光明を 2015.11 [10]

(他多数)